# Meeting Open Méditerranée
Le Meeting Open Méditerranée (MOM) est une manifestation sportive française de natation organisée pour la première fois en 2012 et se tenant annuellement dans les infrastructures du Cercle des nageurs de Marseille. La compétition intègre le Golden Tour de la Fédération française de natation en 2015 et elle fait également partie du calendrier de la Ligue européenne de natation.

## Données historiques
| # | Édition                        | Date                  | Niveau        | Piscine                          |
| - | ------------------------------ | --------------------- | ------------- | -------------------------------- |
| 1 | Meeting Open Méditerranée 2012 | 10 au 12 février 2012 | National      | Piscine Pierre Garsau, Marseille |
| 2 | Meeting Open Méditerranée 2013 | 1er au 3 mars 2013    | International | Piscine Pierre Garsau, Marseille |
| 3 | Meeting Open Méditerranée 2014 | 7 au 9 mars 2014      | International | Piscine Pierre Garsau, Marseille |
| 4 | Meeting Open Méditerranée 2015 | 6 au 8 mars 2015      | International | Piscine Pierre Garsau, Marseille |
| 5 | Meeting Open Méditerranée 2016 | 4 au 6 mars 2016      | International | Piscine Pierre Garsau, Marseille |
| 6 | Meeting Open Méditerranée 2017 | 3 au 5 mars 2017      | International | Piscine Pierre Garsau, Marseille |
| 7 | Meeting Open Méditerranée 2018 | 6 au 8 avril 2018     | International | Piscine Pierre Garsau, Marseille |
| 8 | Meeting Open Méditerranée 2019 | 22 au 24 mars 2019    | International | Piscine Pierre Garsau, Marseille |

## Éditions

### 2012
|                   | Messieurs             | Messieurs      | Dames            | Dames          |
| Épreuve           | Nageur                | Résultat       | Nageur           | Résultat       |
| ----------------- | --------------------- | -------------- | ---------------- | -------------- |
| 50 m nage libre   | Yoris Grandjean       | 23 s 11        | Inge Dekker      | 25 s 75        |
| 100 m nage libre  | Grégory Mallet        | 50 s 30        | Beatrice Fassone | 56 s 68        |
| 200 m nage libre  | Riccardo De Lucia     | 1 min 52 s 22  | Femke Heemskerk  | 1 min 59 s 67  |
| 400 m nage libre  | Riccardo De Lucia     | 3 min 56 s 35  | Beatrice Fassone | 4 min 17 s 67  |
| 800 m nage libre  | Riccardo De Lucia     | 8 min 08 s 28  | Marion Abert     | 9 min 20 s 07  |
| 1500 m nage libre | Jovan Mitrovic        | 15 min 33 s 12 | Marine Ibanez    | 18 min 19 s 13 |
| 50 m dos          | Florent Manaudou      | 25 s 39        | Femke Heemskerk  | 28 s 81        |
| 100 m dos         | Dorian Gandin         | 56 s 09        | Cloé Credeville  | 1 min 01 s 17  |
| 200 m dos         | Federico Gilardi      | 2 min 02 s 96  | Femke Heemskerk  | 2 min 12 s 11  |
| 50 m brasse       | Giacomo Perez-Dortona | 28 s 52        | Marion Pascalin  | 34 s 31        |
| 100 m brasse      | Giacomo Perez-Dortona | 1 min 02 s 37  | Adeline Williams | 1 min 15 s 79  |
| 200 m brasse      | Giacomo Perez-Dortona | 2 min 17 s 18  | Aurore Meallares | 2 min 49 s 98  |
| 50 m papillon     | Steffen Deibler       | 24 s 46        | Inge Dekker      | 26 s 48        |
| 100 m papillon    | Steffen Deibler       | 54 s 22        | Inge Dekker      | 59 s 96        |
| 200 m papillon    | Jonathan Massacand    | 2 min 09 s 98  | Lauriane Dalle   | 2 min 25 s 26  |
| 200 m 4 nages     | Nabil Kebbab          | 2 min 07 s 62  | Inge Dekker      | 2 min 19 s 77  |
| 400 m 4 nages     | Lucas Vigorito        | 4 min 38 s 19  | Morgane Lagier   | 5 min 12 s 06  |

### 2013
|                   | Messieurs               | Messieurs      | Dames                   | Dames          |
| Épreuve           | Nageur                  | Résultat       | Nageur                  | Résultat       |
| ----------------- | ----------------------- | -------------- | ----------------------- | -------------- |
| 50 m nage libre   | Nathan Adrian           | 21 s 75        | Francesca Halsall       | 24 s 91        |
| 100 m nage libre  | Nathan Adrian           | 48 s 11        | Francesca Halsall       | 54 s 61        |
| 200 m nage libre  | Grégory Mallet          | 1 min 50 s 22  | Melanie Costa Schmid    | 1 min 58 s 70  |
| 400 m nage libre  | Marc Sánchez Torrens    | 3 min 56 s 53  | Mireia Belmonte Garcia  | 4 min 09 s 23  |
| 800 m nage libre  | Marc Sánchez Torrens    | 8 min 12 s 26  | Mireia Belmonte Garcia  | 8 min 31 s 09  |
| 1500 m nage libre | Arthur Angot            | 16 min 18 s 23 | Mireia Belmonte Garcia  | 16 min 17 s 80 |
| 50 m dos          | Camille Lacourt         | 24 s 94        | Mercedes Peris Minguet  | 28 s 38        |
| 100 m dos         | Aschwin Wildeboer Faber | 54 s 67        | Mercedes Peris Minguet  | 1 min 00 s 81  |
| 200 m dos         | Liam Tancock            | 2 min 02 s 77  | Cloé Credeville         | 2 min 13 s 06  |
| 50 m brasse       | Giacomo Perez-Dortona   | 27 s 80        | Marina Garcia Urzainqui | 32 s 37        |
| 100 m brasse      | Giacomo Perez-Dortona   | 1 min 01 s 48  | Marina Garcia Urzainqui | 1 min 09 s 33  |
| 200 m brasse      | Giacomo Perez-Dortona   | 2 min 15 s 43  | Marina Garcia Urzainqui | 2 min 27 s 89  |
| 50 m papillon     | Florent Manaudou        | 23 s 51        | Francesca Halsall       | 26 s 91        |
| 100 m papillon    | Konrad Czerniak         | 53 s 19        | Francesca Halsall       | 58 s 37        |
| 200 m papillon    | Carlos Peralta Gallego  | 2 min 01 s 12  | Mireia Belmonte Garcia  | 2 min 09 s 39  |
| 200 m 4 nages     | Albert Puig Garrich     | 2 min 03 s 59  | Beatriz Gomez Cortes    | 2 min 14 s 98  |
| 400 m 4 nages     | Marc Sánchez Torrens    | 4 min 26 s 45  | Beatriz Gomez Cortes    | 4 min 44 s 60  |

### 2014
|                   | Messieurs               | Messieurs      | Dames                  | Dames          |
| Épreuve           | Nageur                  | Résultat       | Nageur                 | Résultat       |
| ----------------- | ----------------------- | -------------- | ---------------------- | -------------- |
| 50 m nage libre   | Yoris Grandjean         | 23 s 02        | Francesca Halsall      | 24 s 38        |
| 100 m nage libre  | Mehdy Metella           | 49 s 99        | Francesca Halsall      | 54 s 07        |
| 200 m nage libre  | Robbie Renwick          | 1 min 48 s 41  | Charlotte Bonnet       | 1 min 57 s 61  |
| 400 m nage libre  | James Guy               | 3 min 47 s 75  | Jazmin Carlin          | 4 min 05 s 56  |
| 800 m nage libre  | Daniel Fogg             | 8 min 01 s 86  | Mireia Belmonte Garcia | 8 min 23 s 45  |
| 1500 m nage libre | Marc Sánchez Torrens    | 15 min 17 s 54 | Mireia Belmonte Garcia | 16 min 22 s 79 |
| 50 m dos          | Liam Tancock            | 25 s 48        | Georgia Davies         | 28 s 09        |
| 100 m dos         | Magnus Jakupsson        | 56 s 85        | Georgia Davies         | 1 min 00 s 45  |
| 200 m dos         | William Harrison        | 2 min 04 s 14  | Lauren Quigley         | 2 min 11 s 13  |
| 50 m brasse       | Andy Weatheritt         | 28 s 12        | Jessica Vall Montero   | 32 s 35        |
| 100 m brasse      | Giacomo Perez-Dortona   | 1 min 01 s 91  | Jessica Vall Montero   | 1 min 09 s 35  |
| 200 m brasse      | Giacomo Perez-Dortona   | 2 min 18 s 20  | Jessica Vall Montero   | 2 min 28 s 10  |
| 50 m papillon     | Mehdy Metella           | 24 s 08        | Francesca Halsall      | 26 s 12        |
| 100 m papillon    | Mehdy Metella           | 52 s 95        | Francesca Halsall      | 58 s 21        |
| 200 m papillon    | Carlos Peralta Gallego  | 2 min 00 s 42  | Judit Ignacio Sorribes | 2 min 09 s 92  |
| 200 m 4 nages     | Daniel Skaaning         | 2 min 03 s 59  | Mireia Belmonte Garcia | 2 min 14 s 04  |
| 400 m 4 nages     | Alejandro Garcia Martin | 4 min 23 s 34  | Mireia Belmonte Garcia | 4 min 42 s 63  |

### 2015
|                      | Messieurs          | Messieurs      | Dames                   | Dames         |
| Épreuve              | Nageur             | Résultat       | Nageur                  | Résultat      |
| -------------------- | ------------------ | -------------- | ----------------------- | ------------- |
| 50 m nage libre      | Florent Manaudou   | 21 s 71        | Sarah Sjostrom          | 24 s 74       |
| 100 m nage libre     | Mehdy Metella      | 48 s 85        | Sarah Sjostrom          | 53 s 66       |
| 200 m nage libre     | Yannick Agnel      | 1 min 47 s 11  | Charlotte Bonnet        | 1 min 57 s 27 |
| 400 m nage libre     | Pal Joensen        | 3 min 50 s 22  | Jazmin Carlin           | 4 min 05 s 55 |
| 800 m nage libre     | -                  | -              | Jazmin Carlin           | 8 min 25 s 13 |
| 1500 m nage libre    | Pal Joensen        | 15 min 10 s 35 | -                       | -             |
| 50 m dos             | Camille Lacourt    | 24 s 85        | Etiene Medeiros         | 27 s 84       |
| 100 m dos            | Camille Lacourt    | 53 s 74        | Mie Oestergaard Nielsen | 59 s 14       |
| 200 m dos            | Benjamin Stasiulis | 1 min 59 s 28  | Elizabeth Simmonds      | 2 min 09 s 28 |
| 50 m brasse          | Hendrik Feldwehr   | 27 s 89        | Arianna Castiglioni     | 31 s 50       |
| 100 m brasse         | Marco Koch         | 1 min 01 s 21  | Arianna Castiglioni     | 1 min 07 s 16 |
| 200 m brasse         | Marco Koch         | 2 min 10 s 68  | Rikke Moller Pedersen   | 2 min 23 s 34 |
| 50 m papillon        | Nicholas Santos    | 23 s 47        | Sarah Sjostrom          | 25 s 41       |
| 100 m papillon       | Mehdy Metella      | 52 s 13        | Sarah Sjostrom          | 56 s 58       |
| 200 m papillon       | Leonardo de Deus   | 1 min 56 s 20  | Katinka Hosszu          | 2 min 08 s 66 |
| 200 m 4 nages        | Henrique Rodrigues | 1 min 59 s 09  | Siobhan-Marie O'Connor  | 2 min 11 s 22 |
| 400 m 4 nages        | David Verraszto    | 4 min 23 s 34  | Katinka Hosszu          | 4 min 39 s 96 |
| 4 x 100 m nage libre | CN Marseille       | 3 min 18 s 92  | INSEP                   | 3 min 51 s 01 |
| 4 x 100 m 4 nages    | Allemagne          | 3 min 44 s 49  | Allemagne               | 4 min 19 s 82 |

### 2016
|                   | Messieurs              | Messieurs      | Dames                  | Dames              |
| Épreuve           | Nageur                 | Résultat       | Nageur                 | Résultat           |
| ----------------- | ---------------------- | -------------- | ---------------------- | ------------------ |
| 50 m nage libre   | Florent Manaudou       | 21 s 67        | Francesca Halsall      | 24 s 23            |
| 100 m nage libre  | Florent Manaudou       | 48 s 00        | Sarah Sjostrom         | 53 s 80            |
| 200 m nage libre  | Jérémy Stravius        | 1 min 47 s 65  | Sarah Sjostrom         | 1 min 55 s 48      |
| 400 m nage libre  | James Guy              | 3 min 47 s 96  | Coralie Balmy          | 4 min 04 s 39      |
| 800 m nage libre  | Ediz Yildirimer        | 8 min 04 s 39  | Mireia Belmonte Garcia | 8 min 29 s 70      |
| 1500 m nage libre | Damien Joly            | 14 min 58 s 18 | Mireia Belmonte Garcia | 16 min 14 s 88     |
| 50 m dos          | Camille Lacourt        | 25 s 20        | Anastasiia Fesikova    | 28 s 16            |
| 100 m dos         | Jan-Philip Glania      | 54 s 32        | Anastasiia Fesikova    | 59 s 91            |
| 200 m dos         | Jan-Philip Glania      | 1 min 58 s 52  | Katinka Hosszu         | 2 min 07 s 36      |
| 50 m brasse       | Giacomo Perez-Dortona  | 27 s 62        | Martina Carraro        | 31 s 13            |
| 100 m brasse      | Kirill Prigoda         | 1 min 00 s 99  | Viktoria Zeynep Gunes  | 1 min 07 s 51      |
| 200 m brasse      | Marco Koch             | 2 min 08 s 85  | Viktoria Zeynep Gunes  | 2 min 24 s 55      |
| 50 m papillon     | Mehdy Metella          | 23 s 95        | Sarah Sjostrom         | 25 s 18            |
| 100 m papillon    | Matteo Rivolta         | 52 s 46        | Sarah Sjostrom         | 57 s 01            |
| 200 m papillon    | Carlos Peralta Gallego | 1 min 56 s 20  | Lara Grangeon          | 2 min 07 s 98      |
| 200 m 4 nages     | David Verraszto        | 2 min 00 s 86  | Katinka Hosszu         | 2 min 07 s 69      |
| 400 m 4 nages     | David Verraszto        | 4 min 12 s 63  | Katinka Hosszu         | 4 min 29 s 89 (RE) |

### 2017
|                   | Messieurs                 | Messieurs      | Dames            | Dames          |
| Épreuve           | Nageur                    | Résultat       | Nageur           | Résultat       |
| ----------------- | ------------------------- | -------------- | ---------------- | -------------- |
| 50 m nage libre   | Benjamin Proud            | 21 s 74        | Rikako Ikee      | 24 s 58        |
| 100 m nage libre  | Mehdy Metella             | 48 s 56        | Silvia Di Pietro | 54 s 79        |
| 200 m nage libre  | Yuzu Yoshida              | 1 min 48 s 29  | Rikako Ikee      | 1 min 57 s 06  |
| 400 m nage libre  | Sergii Frolov             | 3 min 51 s 35  | Boglarka Kapas   | 4 min 06 s 14  |
| 800 m nage libre  | Gergely Gyurta            | 7 min 54 s 47  | Boglarka Kapas   | 8 min 25 s 89  |
| 1500 m nage libre | Daniel Jervis             | 15 min 08 s 08 | Boglarka Kapas   | 16 min 12 s 86 |
| 50 m dos          | Camille Lacourt           | 25 s 39        | Georgia Davies   | 27 s 98        |
| 100 m dos         | Hugo Gonzales de Oliveira | 55 s 43        | Georgia Davies   | 1 min 00 s 57  |
| 200 m dos         | Hugo Gonzales de Oliveira | 1 min 58 s 22  | Katinka Hosszu   | 2 min 11 s 03  |
| 50 m brasse       | Andrea Toniato            | 28 s 12        | Martina Carraro  | 31 s 18        |
| 100 m brasse      | Christian vom Lehn        | 1 min 01 s 76  | Jessica Vall     | 1 min 07 s 93  |
| 200 m brasse      | David Verraszto           | 2 min 12 s 88  | Jessica Vall     | 2 min 25 s 77  |
| 50 m papillon     | Benjamin Proud            | 23 s 29        | Rikako Ikee      | 26 s 09        |
| 100 m papillon    | Mehdy Metella             | 52 s 34        | Rikako Ikee      | 57 s 43        |
| 200 m papillon    | Bence Biczo               | 1 min 57 s 44  | Alys Thomas      | 2 min 09 s 65  |
| 200 m 4 nages     | David Verraszto           | 1 min 59 s 49  | Katinka Hosszu   | 2 min 14 s 39  |
| 400 m 4 nages     | David Verraszto           | 4 min 10 s 01  | Katinka Hosszu   | 4 min 37 s 16  |

### 2018
|                   | Messieurs           | Messieurs      | Dames              | Dames          |
| Épreuve           | Nageur              | Résultat       | Nageur             | Résultat       |
| ----------------- | ------------------- | -------------- | ------------------ | -------------- |
| 50 m nage libre   | Maxime Grousset     | 22 s 38        | Marie Wattel       | 24 s 85        |
| 100 m nage libre  | Mehdy Metella       | 48 s 76        | Charlotte Bonnet   | 53 s 36 (RN)   |
| 200 m nage libre  | Mehdi Lagili        | 1 min 49 s 19  | Charlotte Bonnet   | 1 min 56 s 83  |
| 400 m nage libre  | Hugo Sagnes         | 3 min 51 s 37  | Fantine Lesaffre   | 4 min 17 s 44  |
| 800 m nage libre  | Joris Bouchaut      | 8 min 03 s 21  | Anna Egorova       | 8 min 36 s 44  |
| 1500 m nage libre | Damien Joly         | 15 min 10 s 15 | Anna Egorova       | 17 min 01 s 19 |
| 50 m dos          | Apostolos Christou  | 25 s 21        | Mathilde Cini      | 28 s 46        |
| 100 m dos         | Apostolos Christou  | 53 s 82        | Mathilde Cini      | 1 min 01 s 29  |
| 200 m dos         | Apostolos Christou  | 2 min 00 s 74  | Ekaterina Avramova | 2 min 14 s 26  |
| 50 m brasse       | Lawrence Palmer     | 27 s 88        | Fanny Deberghes    | 31 s 46        |
| 100 m brasse      | Berkay-Omer Ogretir | 1 min 01 s 22  | Fanny Deberghes    | 1 min 09 s 27  |
| 200 m brasse      | Jean Dencausse      | 2 min 15 s 28  | Fanny Deberghes    | 2 min 28 s 67  |
| 50 m papillon     | Mehdy Metella       | 23 s 93        | Mélanie Henique    | 25 s 63 (RN)   |
| 100 m papillon    | Mehdy Metella       | 52 s 29        | Marie Wattel       | 58 s 78        |
| 200 m papillon    | David Verraszto     | 2 min 00 s 30  | Margaux Fabre      | 2 min 13 s 33  |
| 200 m 4 nages     | David Verraszto     | 2 min 03 s 54  | Fantine Lesaffre   | 2 min 14 s 55  |
| 400 m 4 nages     | David Verraszto     | 4 min 17 s 03  | Fantine Lesaffre   | 4 min 42 s 43  |

### 2019
|                   | Messieurs          | Messieurs      | Dames                  | Dames          |
| Épreuve           | Nageur             | Résultat       | Nageur                 | Résultat       |
| ----------------- | ------------------ | -------------- | ---------------------- | -------------- |
| 50 m nage libre   | Benjamin Proud     | 21 s 85        | Femke Heemskerk        | 24 s 73        |
| 100 m nage libre  | Mehdy Metella      | 49 s 22        | Femke Heemskerk        | 53 s 72        |
| 200 m nage libre  | Denis Loktev       | 1 min 48 s 67  | Femke Heemskerk        | 1 min 57 s 54  |
| 400 m nage libre  | Denis Loktev       | 3 min 52 s 40  | Maddy Cough            | 4 min 10 s 98  |
| 800 m nage libre  | -                  | -              | Mireia Belmonte Garcia | 8 min 27 s 12  |
| 1500 m nage libre | David Aubry        | 15 min 17 s 22 | Maddy Cough            | 16 min 09 s 94 |
| 50 m dos          | Apostolos Christou | 25 s 28        | Georgia Davies         | 27 s 75        |
| 100 m dos         | Apostolos Christou | 53 s 90        | Kathleen Baker         | 59 s 05        |
| 200 m dos         | Apostolos Christou | 1 min 58 s 44  | Katinka Hosszu         | 2 min 09 s 77  |
| 50 m brasse       | Ilya Shymanovich   | 27 s 00        | Tes Schouten           | 31 s 31        |
| 100 m brasse      | Ilya Shymanovich   | 58 s 29        | Tes Schouten           | 1 min 07 s 53  |
| 200 m brasse      | Arno Kamminga      | 2 min 09 s 86  | Alina Zmushka          | 2 min 29 s 77  |
| 50 m papillon     | Mathys Goosen      | 23 s 42        | Mélanie Henique        | 26 s 21        |
| 100 m papillon    | Marius Kusch       | 51 s 52        | Kendyl Stewart         | 57 s 90        |
| 200 m papillon    | Chad le Clos       | 1 min 56 s 09  | Katinka Hosszu         | 2 min 07 s 84  |
| 200 m 4 nages     | David Verraszto    | 2 min 01 s 29  | Katinka Hosszu         | 2 min 08 s 55  |
| 400 m 4 nages     | David Verraszto    | 4 min 17 s 11  | Katinka Hosszu         | 4 min 33 s 84  |